# VKP

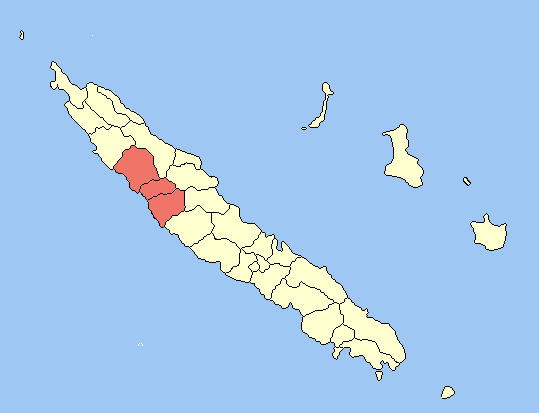
Voh, Koné et Pouembout sur une carte administrative de Nouvelle-Calédonie.

Le sigle VKP désigne les trois communes néo-calédoniennes de Voh, Koné et Pouembout. Depuis 2004, cette zone urbaine est le centre du rééquilibrage économique et démographique en faveur de la Province Nord, basé sur la construction de l'« usine du nord » destinée à la production de nickel par la Société minière du Sud Pacifique.

## Histoire: un projet de rééquilibrage économique
Charles de Gaulle avait déjà prévu en 1966 la construction d'une seconde usine métallurgique de traitement du nickel, après celle de Doniambo à Nouméa fondée en 1912, mais le projet n'aboutit pas. À la suite des accords de Matignon en 1988 qui prévoient la provincialisation ainsi que le rééquilibrage économique et l'accès à la richesse minière en faveur des Kanaks, le projet de l'usine du nord de la Société minière du Sud Pacifique (SMSP), propriété de la Province Nord et qui brise le monopole de la Société Le Nickel (SLN), est véritablement lancé et finit par aboutir,. 
Le protocole de Bercy, qui entérine le transfert des gisements de nickel du massif du Koniambo de la SLN à la SMSP, est signé le 5 mai 1998 ; les conventions d'exploitation sont signées la même année,. L'usine du nord (qui prend le nom de Koniambo Nickel) est la propriété à 51 % de la SMSP, elle même sous le contrôle de la société d'économie mixte de la Province Nord (SOFINOR), et donc sous le contrôle politique des tribus kanakes qui dominent la province. Elle est mise en service en 2012, et emploie principalement de la main d'œuvre locale, avec une part importante de femmes.
Portées par ce projet minier et industriel, des zones urbaines se constituent autour des villages de Pouembout, Koné (chef-lieu de la Province Nord) et Voh (où se trouve l'usine). C'est en 2004 qu'est adopté le schéma directeur d'aménagement et d'urbanisme (SDAU). En 2008, les trois communes s'unissent dans le Syndicat intercommunal à vocation multiple (SIVOM) VKP afin de mutualiser leur gestion des déchets, de l'assainissement et de l'eau.

## Démographie
Les trois communes cumulent en 2019 13 752 habitants, dont 59,2 % à Koné (8 144 personnes), 20,8 % à Voh (2 856 résidents), 20 % à Pouembout (2 752 habitants).

## Équipements

### Logement
La zone connait une forte croissance démographique, impliquant la construction de nombreux logements.

### Transport
L'aérodrome de Koné étant trop petit pour un trafic croissant, un nouvel aérodrome est en construction. Les travaux de terrassement ont débuté en 2017, la construction devant commencer en 2019 et s’achever en 2021,.

### Eau
Un comité de gestion de l'eau a été créé en 2010. La construction d'un barrage à Pouembout doit commencer en 2021. La zone rencontre des problèmes d'accès à l'eau potable en 2018.